# Holmelgonia stoltzei
Holmelgonia stoltzei är en spindelart som först beskrevs av Rudy Jocqué och Nikolaj Scharff 1986.  Holmelgonia stoltzei ingår i släktet Holmelgonia och familjen täckvävarspindlar.
Artens utbredningsområde är Tanzania. Inga underarter finns listade i Catalogue of Life.